# Batalla de Dibaltum
La batalla de Dibaltum se libró entre un ejército romano y un ejército de godos, hunos y alanos en el verano de 377. La batalla tuvo lugar en las afueras de la ciudad de Dibaltum en Tracia y resultó en una victoria gótica.

## Antecedentes
Después de que Saturnino diera la orden de retirar a todos los soldados de los Montes Haemus, los godos pasaron de Moesia a Tracia y comenzaron a saquear la campiña. Una fuerza de godos, a la que se unieron sus nuevos aliados los hunos y los alanos, abandonaron la zona de Marcianópolis y viajaron hacia el sur en busca de saqueo, llegando cerca de la ciudad de Dibaltum.
Barzimeres, tribunum scutariorum (Comandante de la Guardia), junto con otros generales, había sido trasladado desde el este a Tracia para combatir a los godos, y comenzó a establecer un campamento en las afueras de Dibaltum a su llegada. El ejército romano consistía en una unidad de caballería scutarii,cornuti, y otras unidades de infantería.

## La batalla
Los godos sorprendieron a los romanos cuando acamparon para pasar la noche, y Barzimeres rápidamente dispuso el ejército en formación de batalla. Los romanos atacaron a los godos en un esfuerzo por obligarlos a retirarse, y la batalla pareció durar hasta el anochecer. Una gran fuerza de caballería se unió a la batalla tarde y rodeó y aplastó al ejército romano. En la batalla subsiguiente Barzimeres fue asesinado, Equitius, cura palatii (Mariscal de la Corte), fue capturado, y la mayor parte del ejército romano fue destruido.

## Consecuencias
Los godos, los hunos y los alanos saquearon Dibaltum, y marcharon sobre Beroea para atacar al general Frigiderus, pero sus exploradores detectaron a los invasores y Frigiderus se retiró rápidamente a Ilyria. Más tarde Equitius logró escapar del cautiverio.